# Β-Alanin
β-Alanin ist das biogene Amin der proteinogenen Aminosäure Asparaginsäure. β-Alanin ist selbst ebenfalls eine Aminosäure und strukturell ein Konstitutionsisomer der proteinogenen Aminosäure α-Alanin sowie zudem die einzige bekannte natürlich vorkommende β-Aminosäure.

Vergleich zwischen β-Alanin (rechts) mit der deutlich weiter verbreiteten (chiralen) proteinogenen Aminosäure L-α-Alanin (links)

Der Unterschied zwischen beiden liegt in der Position der Aminogruppe: Alanin ist eine α-Aminosäure, bei ihr befindet sich die Aminosäuregruppe am α-Kohlenstoffatom (das ist das erste Kohlenstoffatom nach dem Carboxy-Kohlenstoffatom). β-Alanin ist eine β-Aminosäure, bei ihr befindet sich die Aminogruppe am β-Kohlenstoffatom (dem zweiten Kohlenstoffatom nach dem Carboxy-Kohlenstoffatom). Daher auch der Name dieser Aminosäure.
β-Alanin ist der einfachste Vertreter der β-Aminosäuren und ein Abbauprodukt der Pyrimidinbasen. β-Alanin und Pantoinsäure reagieren zur Pantothensäure, welche wiederum in Coenzym A enthalten ist.
In seltenen Fällen ist der Pyrimidin-Abbau und die menschliche β-Alanin-Synthese durch einen Mangel des Enzyms β-Ureidopropionase gestört. Diese Erkrankung wird  β-Alanin-Synthase-Mangel oder β-Ureidopropionase-Mangel genannt. Sie ist genetisch bedingt und wird autosomal-rezessiv vererbt. Sie kann asymptomatisch verlaufen. Neurologische Symptome (Epilepsie, Autismus) und urogenitale und kolorektale Entwicklungsstörungen sind möglich.

## Verwendung
β-Alanin fand in den letzten Jahren eine zunehmende Verbreitung als Nahrungsergänzungsmittel zur Stimulation des Muskelaufbaus im Fitness-Sport und Bodybuilding, ebenso zur Verhinderung des Muskelabbaus im Alter. Studien zur Wirksamkeit von β-Alanin legen einen potentiellen positiven Effekt nahe, mögliche schädliche Nebenwirkungen sind jedoch nicht stoffspezifisch untersucht. Eine Einnahme, wie sie mit proteinhaltigen Lebensmitteln wie Fisch und Fleisch möglich wäre, wird jedoch als unbedenklich angesehen. Die bekannteste Nebenwirkung, die bei Tagesdosen von vier bis sechs Gramm auftreten kann, ist eine vorübergehende Parästhesie. Durch die Aufteilung in Einzeldosen von zwei Gramm kann dies vermieden werden.
Im Wesentlichen wird β-Alanin zur Synthese des Dipeptids Carnosin benötigt, das aus β-Alanin und Histidin besteht. Dabei ist das β-Alanin die geschwindigkeitslimitierende Komponente. Carnosin findet sich im Muskelgewebe in hohen Konzentrationen, insbesondere in den Typ-II-Muskelfasern für schnelle maximale Belastungen (z. B. Sprint). Dabei dient es vermutlich in erster Linie als pH-Wert-Puffer zur Neutralisierung bei anaerober Aktivität und zur Vermeidung der Übersäuerung; es wirkt auch als Antioxidans und gegen die Glykation.
Tatsächlich kann die Einnahme von β-Alanin die intramuskuläre Carnosin-Konzentration erhöhen, allerdings erreichen nur 3–6 % des aufgenommenen β-Alanins die Muskelfasern. Trotzdem kann mit einer Nahrungsergänzung auch die Muskelleistung gesteigert werden.
β-Alanin wird zur Synthese von β-Peptiden verwendet.
N-Alkyl-β-aminopropionsäuren sind Derivate der Aminosäure β-Alanin mit vielfältigen kosmetischen und technischen Anwendungen.

## Aufnahme
Mit der natürlichen ausgewogenen Nahrung werden vor allem durch Konsum von Fleisch und Fischprodukten täglich im Durchschnitt 400 mg β-Alanin aufgenommen, während Vegetarier kein β-Alanin über die Nahrung zu sich nehmen.